# Elio Grani
Elio Grani (Castelvetro di Modena, 2 giugno 1930 – Portile, 8 luglio 2014) è stato un calciatore italiano, di ruolo difensore.

## Carriera
Cresciuto nel Bari, ha esordito in Serie B nella stagione 1950-1951: quell'anno la squadra pugliese retrocesse in Serie C. Dopo aver militato nell'Empoli (che lasciò nel 1952 rinunciando al tesseramento militare), nel 1952-1953 giocò un anno al Lecce (4 presenze, e autore di un autogol contro il Pavia), per poi tornare ai galletti baresi, intanto retrocessi in IV Serie.
Iniziò così una rapida risalita che si concluse in Serie B nel 1955-1956. A quel punto fu acquistato dal Catania, che ne fece titolare fisso della difesa insieme a Mario Corti. Con i rossazzurri conquistò la promozione in Serie A e due salvezze. Esordì nella massima serie il 25 settembre 1960 in Milan-Catania (3-0). Nella stagione 1961-1962 Omar Sívori gli ruppe una gamba.
Ha chiuso la carriera con il Palermo nella stagione 1962-1963 in cui ha collezionato 5 presenze in Serie A.
In carriera ha totalizzato complessivamente 46 presenze in Serie A e 179 presenze e 5 reti in Serie B.

## Palmarès

### Club

#### Competizioni nazionali
- Scudetto Dilettanti: 1

Bari: 1953-1954
- Serie C: 1

Bari: 1954-1955